# 新宮神社遺跡

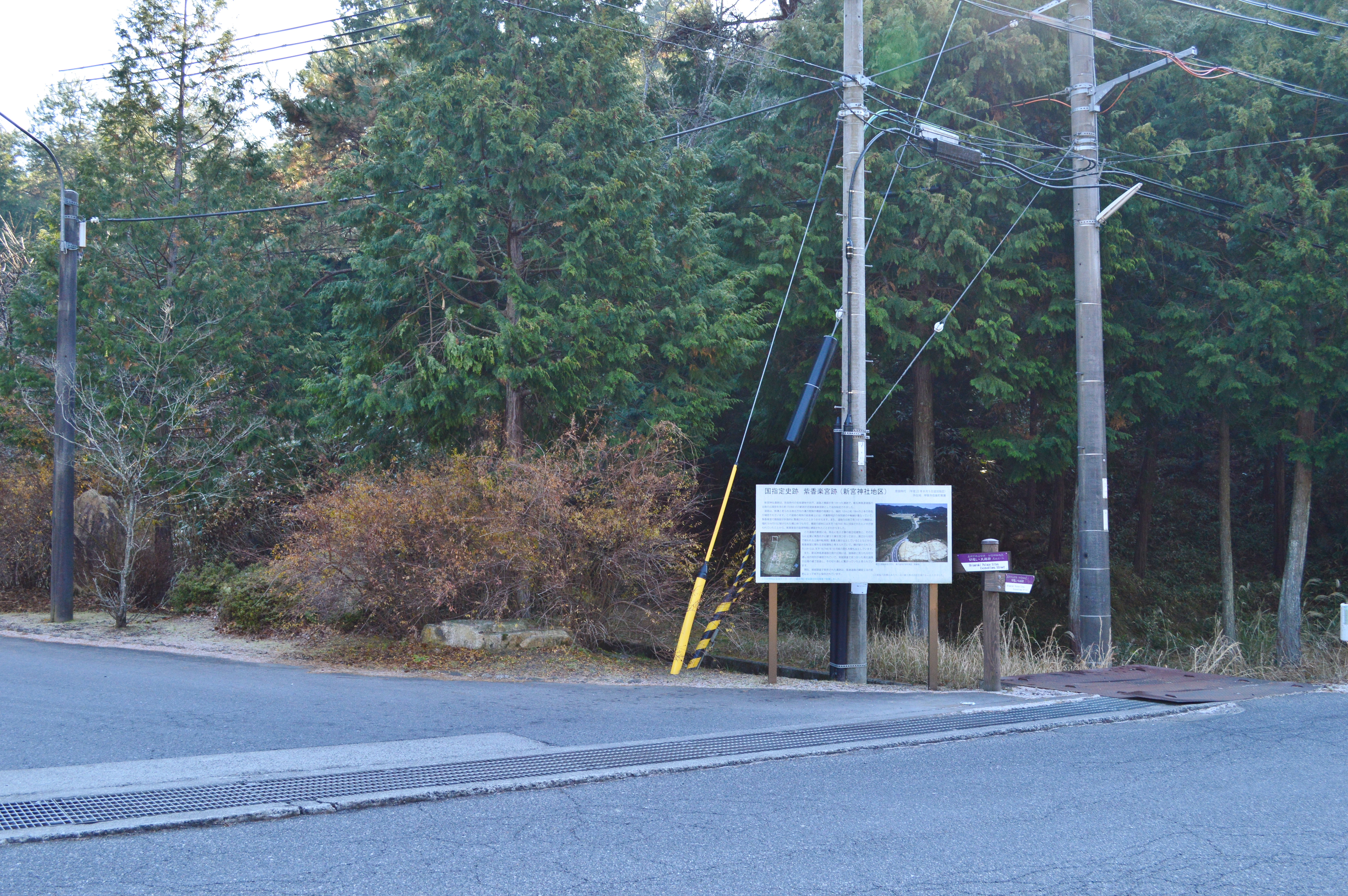
紫香楽宮跡新宮神社地区 説明板

新宮神社遺跡（しんぐうじんじゃいせき）または紫香楽宮跡 新宮神社地区（しがらきのみやあと しんぐうじんじゃちく）は、滋賀県甲賀市信楽町黄瀬（きのせ）にある古代道路遺跡。国の史跡に指定されている（史跡「紫香楽宮跡」のうち）。
奈良時代に聖武天皇が営んだ紫香楽宮（信楽宮/甲賀宮）の関連遺跡で、鍛冶屋敷遺跡と宮町遺跡の間に位置する。

## 概要
新名神高速道路の本線工事中に発掘され、2001年2月に滋賀県教育委員会と信楽町教育委員会が旧日本道路公団（JH）に保存を要請、2001年11月28日に両教育委員会とJHが信楽ICのランプ橋脚計3本を東に20mずつ、遺跡西側の本線にある紫香楽橋の橋脚2本を東に10mずつずらすことで合意した。これにより遺跡の喪失を免れることができたが、工費が4000万円増加し、工事の着工も1年遅れている。
2002年（平成14年）の滋賀県甲賀市・鍛冶屋敷遺跡調査の結果では、掘立柱建物三棟のほか、橋脚遺構と2本の道路遺構を発見。この道路遺構は朱雀路、掘立柱建物は朱雀路を管理する役所の付随施設であったと推考されている。
遺跡域は、2010年（平成22年）に鍛冶屋敷遺跡・北黄瀬遺跡とともに国の史跡「紫香楽宮跡」に追加指定され、2015年（平成27年）に一部が追加指定されている。なお、現在も新宮神社は新名神高速道路の南側に鎮座する。